# Hörstein
Hörstein ist ein Stadtteil und amtlich benannter Gemeindeteil der Stadt Alzenau im unterfränkischen Landkreis Aschaffenburg in Bayern.

## Geographie
Der ehemalige Markt Hörstein, mit etwa 3.500 Einwohnern, liegt ungefähr drei Kilometer südlich von Alzenau zwischen Wasserlos und Dettingen am Fuße des Hahnenkammrückens. Hörstein hat eine Gemarkungsfläche von 1.340 Hektar, die bis auf den Hauptgipfel des Höhenzuges reicht. Der topographisch höchste Punkt der Dorfgemarkung befindet sich auf dem Gipfel des Hahnenkamms mit 436 m ü. NN (Lage), der niedrigste liegt östlich von Dettingen am Forchbach auf 108 m ü. NN (Lage).
Ein Teil von Hörstein befindet sich außerhalb des geschlossenen Dorfes. Einige Häuser am nordöstlichen Ortsrand von Dettingen stehen auf der Gemarkung von Hörstein.

### Nachbargemarkungen
Folgende Gemarkungen grenzen an das Ortsgebiet von Hörstein:
|                                    | Alzenau, Kälberau und Wasserlos             |                      |
| Kahl am Main                       | Kompassrose, die auf Nachbargemeinden zeigt | Hemsbach und Mömbris |
| Großwelzheim und Dettingen am Main |                                             | Rückersbach          |

## Name

### Etymologie
Dem ursprünglichen Namen „hurstin“ liegt das althochdeutsche Wort hurst, das Gebüsch bedeutet, zugrunde. Im Volksmund wird der Ort „Höschde“ oder „Herschte“ genannt.

### Frühere Schreibweisen
Frühere Schreibweisen des Ortes aus diversen historischen Karten und Urkunden:
| - 1000 „Hurstin“ - 1139 „Hursten“ - 1189 „Hurste“ - 1191 „Horsten“ - 1247 „Horste“ - 1427 „Hoerste“ | - 1463 „Hörstein“ - 1592 „Hörsten“ - 1594 „Hirstain“ - 1605 „Hörstain“ - 1625 „Hörstein“ |

## Geschichte
Die älteste erhaltene Erwähnung von Hörstein befindet sich in einer Evangelienhandschrift der Abtei Seligenstadt, in der es 830 als „Hurstin“ genannt wird. Lange Zeit gehörte Hörstein dem Kloster Seligenstadt, das über Jahrhunderte die Gerichts- und Steuerherrschaft innehatte. Seit 1417 sind eigene Pfarrer in Hörstein nachweisbar.
Hörstein gehörte von 1000 bis 1184 zum Verband der 
Hohen Mark, zuletzt unter den Grafen Berbach. Von 1184 bis 1500 gehörte es zum Freigericht Alzenau (auch: Freigericht Wilmundsheim). Von 1500 bis 1748 stand es unter gemeinschaftlicher Regierung der Kurfürsten von Mainz und der Grafen von Hanau, von 1748 bis 1802, nachdem das Kondominat zwischen dessen Inhabern real geteilt worden war, unter kurmainzischer Alleinregierung. Am Ende des Alten Reichs gehörte Hörstein zur Amtskellerei Alzenau und Seligenstadt des Oberamts Steinheim im Vizedomamt Aschaffenburg des Erzstifts Mainz. Zöllner war Johann Kern, Accissor Peter Eckstein. Der Pfarrer hieß Johann Georg Philipp Zöller. Von 1803 bis 1816 gehörte Hörstein zur Landgrafschaft Hessen-Darmstadt, aus dem 1806 das Großherzogtum Hessen wurde und das Hörstein 1816 an das Königreich Bayern abtrat.
Von 1601 bis 1605 fand im Freigericht Alzenau eine große Hexenverfolgung statt. In deren Folge wurden 35 Menschen aus Hörstein hingerichtet, überwiegend auf dem Scheiterhaufen lebendig verbrannt.
Am 1. Juli 1862 wurde das Bezirksamt Alzenau gebildet, auf dessen Verwaltungsgebiet Hörstein lag. 1939 wurde wie überall im Deutschen Reich die Bezeichnung Landkreis eingeführt. Hörstein war nun eine der 42 Gemeinden im Landkreis Alzenau in Unterfranken. Mit Auflösung des Landkreises Alzenau im Jahre 1972 kam Hörstein in den neu gebildeten Landkreis Aschaffenburg. Am 1. Juli 1975 wurde der Markt Hörstein im Zuge der Gemeindegebietsreform nach Alzenau eingemeindet.

### Bürgermeister
- Von 1869 bis 1881 war Michael Noll der Bürgermeister von Hörstein.
- Es folgte Johann Kern, der 1882 bis 1890 als Erster Bürgermeister fungierte.
- Von 1890 bis 1899 war Gottfried Karl im Amt.
- Von 1900 bis 1928 war Eduard Kern Bürgermeister von Hörstein.
- Ihm folgte von 1929 bis 1933 Franz Streit
- Von 1933 bis 1939 war Christian Bott als Erster Bürgermeister tätig.
- Von 1939 bis 1945 war Franz Stein im Amt.
- Diesem folgte Alois Bott von 1945 bis 1956. Im Jahre 1954 wurde eine neue Schule errichtet.
- Emil Walter war von 1956 bis 1970 Erster Bürgermeister. 1960 erhielt das Schulgebäude einen neuen Schultrakt. 1963 wurde eine Schul- und Sporthalle errichtet. 1969 wurde das neuerrichtete Rathaus eingeweiht.
- Als letzter stand Erster Bürgermeister Hermann Kern von 1970 bis zur Eingemeindung 1975 dem Markt Hörstein vor. 1970 wurde das Schulgebäude um einen weiteren Anbau erweitert. 1975 wurde eine Fest- und Sporthalle (Räuschberghalle) errichtet.

### Einwohnerentwicklung
1601–1605 wurden im Zuge der Hexenverfolgung 141 Menschen in Hörstein hingerichtet. In den Jahren 1605 und 1625 sind durch eine Pestepidemie täglich ca. 20 Personen verstorben.
| Jahr | Einwohnerzahl |
| ---- | ------------- |
| 1592 | 197 Familien  |
| 1737 | 158 Familien  |
| 1786 | 625           |
| 1811 | 838           |
| 1840 | 1.226         |
| 1861 | 1.054         |
| 1871 | 1.134         |
| 1880 | 1.151         |

| Jahr | Einwohnerzahl |
| ---- | ------------- |
| 1900 | 1.191         |
| 1910 | 1.467         |
| 1919 | 1.494         |
| 1925 | 1.597         |
| 1939 | 1.655         |
| 1940 | 1.995         |
| 1960 | 2.133         |
| 1961 | 2.159         |

| Jahr | Einwohnerzahl |
| ---- | ------------- |
| 1970 | 2.671         |
| 1971 | 2.742         |
| 1987 | 2.805         |
| 2001 | 3.225         |
| 2009 | 3.335         |
| 2012 | 3.500         |
| 2017 | 3.199         |

## Sehenswürdigkeiten und Bauwerke

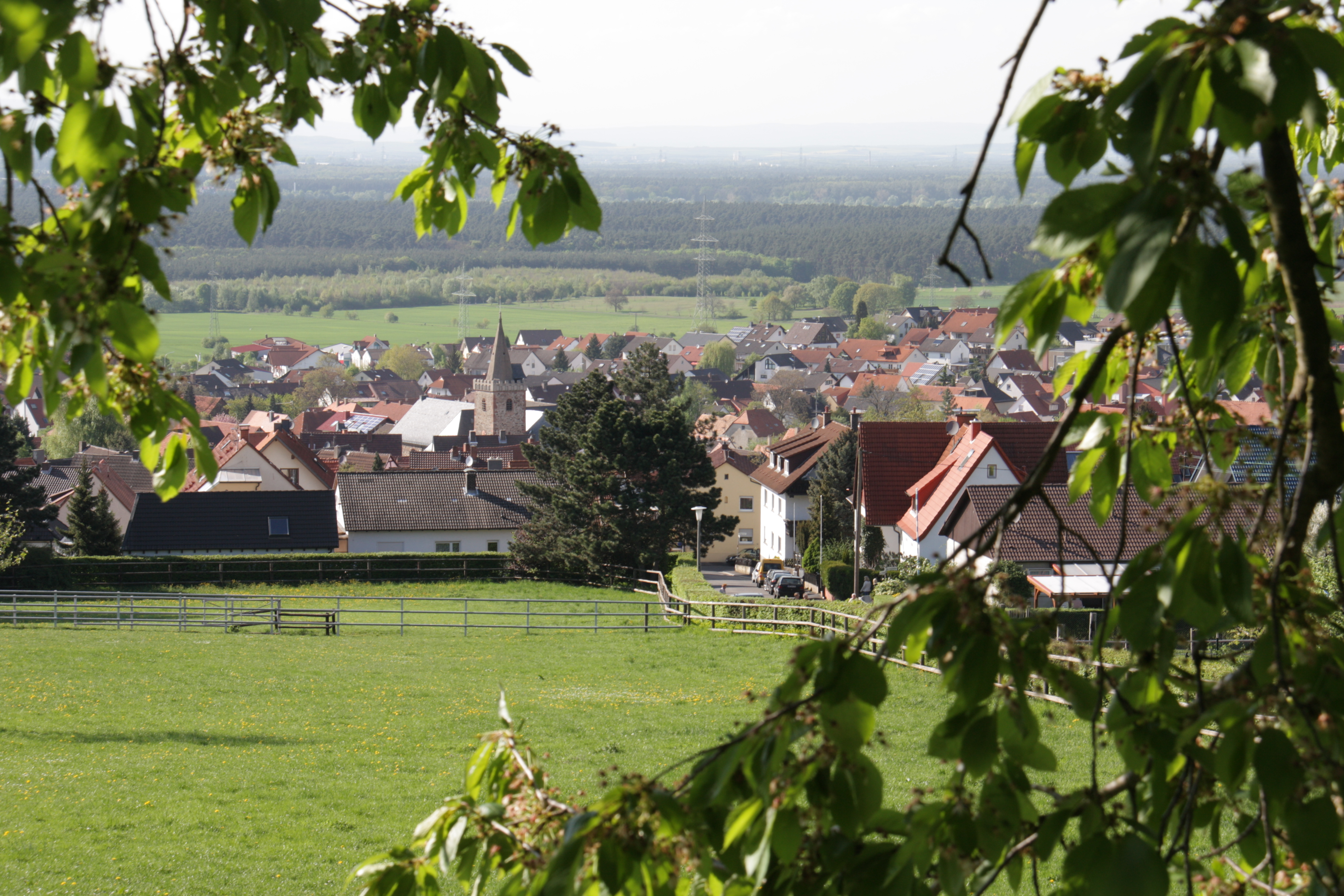
Hörstein vom Königsberg

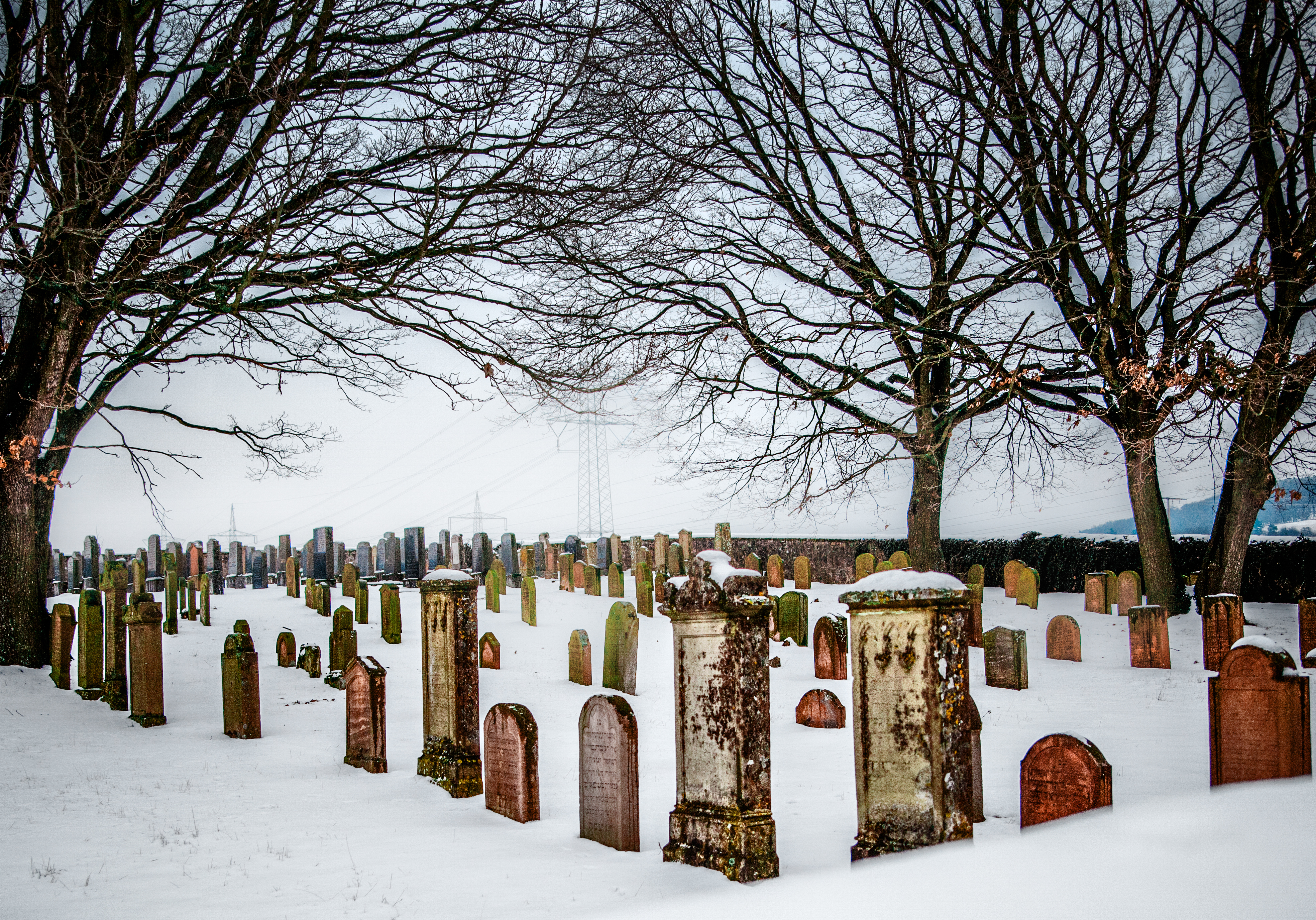
Baudenkmal Jüdischer Friedhof

- Die Pfarrkirche Mariä Himmelfahrt in der Ortsmitte, der Wehrturm stammt aus dem Jahre 1449.
- Die Wilgefortiskapelle wurde 1548 erbaut und 1804 erweitert und erhöht.
- Der Jüdische Friedhof, in dem Bestattungen von 1812 bis 1938 aus Hörstein, Wasserlos und Alzenau stattgefunden haben.
- Das Wasserloser Tor ist das letzte Tor, das von der einst mittelalterlichen Befestigungsanlage teilweise erhalten ist.
- Die Synagoge der bis 1940 existierenden Jüdischen Gemeinde in der Hauptstraße 29 wurde beim Novemberpogrom 1938 geschändet, nach dem Krieg als Feuerwehrhaus genutzt und 1982 abgerissen.[10]
- Europäischer Kulturweg Alzenau I

## Wirtschaft und Infrastruktur

### Weinanbau
In den Weinlagen Hörsteiner Abtsberg und Hörsteiner Räuschberg gedeiht auf einer Fläche von ca. 50 Hektar Frankenwein.
Auch der Schauspieler Günter Strack besaß in Hörstein einen Weinberg.
Die Winzergenossenschaft Hörstein e.G. wurde 1903 gegründet. Sie hat 30 Mitglieder, 5 Hektar Fläche und wurde mehrfach mit dem Weinbau-Ehrenpreis des Landkreises Aschaffenburg ausgezeichnet, zuletzt 2020 und 2023.

### Einrichtungen
- Kindergarten
- Grundschule
- Kinderhort AWO Wilde Kerle

## Ehrenbürger
- Josef August Eichelsbacher (1884–1968), Schulrat i. R., Heimatforscher und Autor, wurde 1954 die Ehrenbürgerschaft des Marktes Hörstein verliehen.

## Partnergemeinde
Seit Mai 1971 bestand zwischen der Marktgemeinde Hörstein und Pfaffstätten in Niederösterreich eine Gemeindepartnerschaft, die auch nach der Gebietsreform weiterhin besteht.

## Ständige Veranstaltungen
- Ostereiersuchen, Kückenguggen und Bobby-Car-Rennen für Kids beim KTZV Hörstein 1922 eV (immer am Ostermontag)
- Giggelskerb mit offener Hörsteiner Bobby-Car Team Triathlon Meisterschaft für über 18-Jährige des KTZV Hörstein 1922 eV (am zweiten Juliwochenende)
- Hähnewettkrähen beim KTZV Hörstein 1922 eV (immer am Pfingstmontag)
- Kappenabend bei den Gigglern des KTZV Hörstein 1922 eV
- Hörsteiner Kerb der Freiwilligen Feuerwehr Hörstein (immer im August)
- Hörsteiner Herbst (immer im Oktober)